# Велика България (политическа концепция)
Вижте пояснителната страница за други значения на Велика България.
 Тази статия е за политическата концепция.  За други значения на Целокупна България вижте Целокупна България (пояснение).  За историческата държава вижте Стара Велика България.
Велика България или Целокупна България е политическа концепция, която предвижда образуването на българска държава на териториите на историко-географските области Мизия, Тракия и Македония, където през XIX век преобладаващото население е било българско. В България, често се използва и терминът Българско землище.
Концепцията е разисквана за първи път на международна арена на Цариградската конференция от 1876 година и е осъществена от Санстефанския мирен договор от 1878 година:
| „ | България се създава като автономно княжество в пределите, където мнозинството от населението е българско. Нейните граници в никакъв случай не могат да бъдат по-малки от границите приети от Цариградската конференция. Тя ще плаща данък, ще има народно християнско правителство и местна милиция. Османската армия там повече не ще се намира. | “ |

## Възникване
Първият опит за самоочертаване на българското землище датира от 1825 г. с т.нар. Рилска преработка на „История славянобългарска“. Прави впечатление, че съставителят на добавката към преработката при изброяването на българските области и градове споменава Венецианската република, която от 1797 г. не съществува, което значи че описът на българските области и градове е правен през XVIII век.
Положилият темелите на българистиката Юрий Венелин етнографира българското землище през 1829 г. Според него българите са главно, т.е. основно население на Мизия (България) и Тракия (Румелия), както и коренно в Македония, а също и съставно в Тесалия с власи, турци и гърци, както и отчасти населяващо с шиптарите (албанци, арнаути) Албания в Османската империя. Единствената етническа българска граница която се опитва да очертае Венелин е на юг (явно в контекста на гръцката завера), където според българиста българският народ се е простирал примесен с гърци до най-южния край на Морея. Според Венелин на юг българският народ се простира до Ливадия, а следите са историческите свидетелства и славянските названия на различни места в Ливадия, така и в Морея.
Венелин отбелязва изрично присъствието на българи в Мала Азия още от времето на Юстиниан II, както и българските изселници в Новорусия и Бесарабия. Накрая предава мнението си, че по Молдова, Влахия и Трансилвания са се пръснали със семействата си много българи.
След Кримската война, през 1859 г. в Одеса е издадено съчинението на Георги Раковски „Показалец или ръководство как да се изискват и издирят най-стари чьрти нашего бытиа, языка, народопоколениа, стараго ни правлениа, славнаго ни прошествиа и проч.“. В него идеологът на българското освобождение очертава българското землище. Според Раковски от Крушевац до Смедерево почти всички села са населени от българи и в тях се говори български език, както и в 30 знаменити села около Белград в Сръбското княжество. Българската етническа територия за Раковски се простира по Дунав от Сръбското княжество до делтата, след това следвайки морското крайбрежие на Балканския полуостров стига до Атон и Солун. Оттам обхващайки почти цяла Тесалия и Артенския залив по йонийското албанско крайбрежие достига Нови пазар (в Босна) и Крушевац. Раковски изрично отбелязва многото българи преселили се във Влашко, Богдания, Австрийската империя и най-вече в Бесарабия и Крим. Броят на българите според Раковски през 1850-те години в Османската империя възлиза на 5 млн. и половина и близо 7 млн. общо.

## Граници и история
В границите на Велика България обикновено се включват териториите на: днешната Република България – 110 993,6 km², Вардарска Македония, Егейска Македония, Западна Тракия, Одринска Тракия, Северна Добруджа, Западните покрайнини и част от Поморавието (Пиротско и Вранско). Тук се развиват Българското възраждане и националноосвободителни борби за освобождение и обединение на българския народ в една държава.
След Освобождението през 1878 г., учредената като Княжество България територия не съответства на националния идеал. Впоследствие са вдигнати две въстания – Кресненско-Разложко въстание и Илинденско-преображенско въстание, и са водени пет войни за национално освобождение и обединение: Сръбско-българска война (1885 г.), Балканска война (1912 г.), Междусъюзническа война (1913 г.), Първа световна война (1915 – 1918 г.) и Втора световна война (1940 – 1945 г.) Националното движение и борба се водят: в Тракия и Македония – Българската екзархия, ВМРО, Вътрешна тракийска революционна организация – ВТРО, Дружба „Родина“ и Охрана, в Добруджа – Вътрешна добруджанска революционна организация – ВДРО и др., в Западните покрайнини и Поморавието – Вътрешна западнопокрайнска революционна организация – ВЗПРО, известна и като организация „Въртоп“.
Постигнатите успехи във войните за национално обединение не са пълни и от цялото българско национално землище е отвоювана малко повече от половината, а излазът на Бяло море е загубен.
Съвременното схващане е, че България като пълноправен член на Европейския съюз, след евентуалното приемане на Сърбия и Северна Македония в него, може да постигне и опази своите национални идеали основно по пътя на икономическото, културното и демографското утвърждаване в териториите на своето национално землище във и извън държавните си граници.

## Предпоставки и същност
Доктрината за Велика България се базира на реално постигнатите икономическите успехи на съединена България превърнали я във водеща страна на Балканите; на добре организираната и мотивирана армия и на геополитическите възможности които дава широкият териториален обхват на разпространение на българския етнос на полуострова. Тя е изразител на силните народни стремежи за национално обединение на българския народ.
Допълнителна предпоставка е възможността да се придобие възможно най-голям дял от османското наследство при очакваното разпадане на империята.
За целите на доктрината умело се експлоатира култивираното през Възраждането родолюбие у българите, силното общественото негодувание от териториалното разпокъсване на българския народ след Берлинския конгрес и незавидното положение на българското население в съседните страни.
Целите на доктрината са да се разпростре властта на управляващия България елит, воден от цар Фердинанд над възможно най-голяма територия и на Балканите и възможно над най-много ресурси, като се превърне в неоспорим хегемон в югоизточна Европа.
Царят мечтае дори да завладее Константинопол и да създаде империя разпростирайки властта си и в Ориента. Започва и проучване за реализиране на нов царски дворец на бул. „Царя“ в София.
Средствата, които са предвидени за реализацията ѝ, са изключително по пътя на войната, като не са отдава голямо значение на всички други методи за постигане на дадена политическа цел.
Ресурсите, на които се разчита, са изключително тези, които може да предостави българският народ.

## Приложение
Реализацията на така обрисуваната доктрина започва да се струва възможна с постигането на първите големи победи на българската войска в Балканската война. Първият ход в изпълнение на Великобългарската директива е отхвърлянето на турското предложение за мир през октомври 1912 год. и заповедта на Двореца до генерал Радко Димитриев да атакува Чаталджанската укрепена линия и да напредне към Цариград. Заповедта е изпълнена и атаката е проведена на 17 – 18 ноември (4 – 5 ноември стар стил). Лошо планираната и зле осигурена операция води до масови жертви и успешно отразяване на удара от турските части.
Следващият знаков ход е заповедта на цар Фердинанд за „демонстративната“ атака в нощта на 16 срещу 17 юни 1913 г. срещу сръбските и гръцки части, за да може да преговаря от позиция на силата за съдбата на Македония, с което започва Междусъюзническата война, завършила с „първата национална катастрофа“.
Трета значима проява е включването на България на страната на „Централните сили“ в Първата световна война, когато елитът е привлечен от големите обещания относно Македония, Поморавието и Добруджа и вероятно с преки материални стимули пренебрегва факта, че срещу Германия, Австро-Унгария и Турция стоят ресурсите на целия останал свят, довеждайки страната до „втора национална катастрофа“, като на България е отнет излазът на Бяло море и е превърната във второстепенна държава на Балканите.

## Крах на Великобългарската доктрина
След двете национални катастрофи доктрината фактически престава да бъде програма на елита, първо защото е силно компрометирана и нейният основен проводник, цар Фердинанд, е принуден да абдикира и най-вече защото страната вече не разполага с ресурс, с който да я реализира.
Сключените договори през 20-те години – Моллов-Кафандарис с Гърция и Ангорският договор с Турция – следват именно курс на смяна на политическата доктрина.
Рефлексиите във времето на Втората световна война са по-скоро пропагандни. Цар Борис III иска предварително връщане по договор с Румъния на част от Добруджа, нещо което Съюзниците от антихитлеристката коалиция ще зачетат след края на войната, и неучастието на български войски в преки бойни действия срещу Съюзниците, както се бият унгарските, румънските и финландски армии, а въвеждането им с жандармерийски функции в Македония, Поморавието и Западна Тракия. Връщането на Южна Добруджа при договорените условия всъщност е генерално отстъпление от доктрината, защото става срещу изселване на цялото коренно българско население от Северна Добруджа и безапелационното предоставяне на земи, смятани за изконно български, на съседна Румъния. Останалото, като повторното присъединяване на Македония, частта от Поморавието и Западна Тракия, са тактически действия в отговор на условията на епохата, които само по съпътстващата ги реторика имат общо с доктрината.
Плах опит за възраждането ѝ е проектът за Балканска федерация след края на войната, в която Димитров и Коларов се надяват с благословията на Сталин, като негови верни лица, да доминират над сърбите и другите славяни на полуострова, а при успех на комунистите в Гражданската война в Гърция, евентуално и там. Такава идея след договорките в Ялта, които СССР и Западът спазват стриктно, е пълна химера и тя съвсем скоропостижно е изоставена.
Просъветският комунистически режим установен след 9.IX.1944 г. преследва положителното отношение у българите към националния идеал. Прочистени са библиотеките от „великобългарска фашистка литература“, учени, интелектуалци и партийни членове са дискриминирани, репресирани и въдворявани в лагери като причастни към „великобългарски идеи“. Дори преводът на издаден в СССР сборник с международни актове от 1640 до 1919 г. е конфискуван, тъй като в него е публикуван Санстефанският договор. Тези репресии и цензурата са особено силни цели 22 години до 1966 г., когато, за противодействие основно на югославската пропаганда, но и на натовската гръцка и турска активност, започват да отслабват.
Рефлексиите от тази антинационална политика са живи и днес.

## Анализ
Великобългарската доктрина за създаване на доминираща сила на Европейския югоизток е утопия, защото:
първо – това грубо противоречи на интересите на Русия и Великобритания и на другите мощни държави, диктуващи световната политика и те никога не биха допуснали това;
второ – българският народ, макар и най-многоброен и добре развит, няма такъв ресурс – икономически, военен и културен – за установяване на пълна хегемония;
трето – обществото цялостно се е променило от времето на последните национални обединения, тези на Италия и на Германия и превръщането им във „велики“ държави, (самият факт, че Австрия остава извън Втория Райх и немското обединение не е напълно завършено, е достатъчно показателен за това), в ХХ век тепърва предстои разпадането на съществуващите империи, а българският елит тепърва иска да създаде собствена;
четвърто – самият елит няма капацитет да реши задачите, които си поставя. Залага се единствено на военните средства, като се пренебрегват икономическото и културно обвързване и доминация, елитът не умее да осигури необходимата международна подкрепа за прокарването на своите каузи и да открие онези, които биха имали интерес от този успех, допуска наивност и елементарни тактически и дипломатически грешки, разчита единствено на ограничените ресурси на народа и не успява да ги свърже в успешна комбинация с други държави, дори се случва да изпадне в изолация и всички съседи да се обединят срещу България.

## Последици
Великобългарската политическа доктрина е пагубна за нацията. Тя губи излаза на Бяло море, територии в Добруджа, Македония, Поморавието и Одринско. Компрометирана е в международен план легитимната възможност за обединяване на максимален дял от българския народ в една държава. България е принудена дълги години да плаща репарации. И до днес Турция не е изпълнила задълженията си по Ангорския договор.